# Massimo Mascioletti
Massimo Mascioletti (L'Aquila, 4 de marzo de 1958) es un exjugador, exentrenador y dirigente italiano de rugby que se desempeñaba como wing.

## Selección nacional
Fue convocado a la Azzurri por primera vez en marzo de 1977 para enfrentar a Marruecos, fue un jugador regular de su seleccionado y disputó su último partido en abril de 1990 ante Polonia. En total jugó 54 partidos y marcó diecisiete tries (68 puntos por aquel entonces).

### Participaciones en Copas del Mundo
Solo disputó una Copa del Mundo: Nueva Zelanda 1987 donde Italia resultó eliminada en la fase de grupos. En el partido debut; los italianos fueron destrozados por los All Blacks, anfitriones y posteriormente campeones del torneo, luego cayeron derrotados ante los Pumas y finalmente vencieron a los Flying Fijians.
| Mundial                       | Sede          | Resultado    | PJ | Tries |
| ----------------------------- | ------------- | ------------ | -- | ----- |
| Copa Mundial de Rugby de 1987 | Nueva Zelanda | Primera fase | 3  | 1     |

## Entrenador
| Mundial                       | Sede  | Resultado    | PJ  | PG |
| ----------------------------- | ----- | ------------ | --- | -- |
| Copa Mundial de Rugby de 1999 | Gales | Primera fase | 3/6 | 0  |

## Palmarés
- Campeón del Campeonato Nacional de Excelencia de 1980-81 y 1981-82.
- Campeón del Trofeo de Excelencia de 1981.

Entrenador
- Campeón del Campeonato Nacional de Excelencia de 1993-94.